# Muneville-sur-Mer

Muneville-sur-Mer este o comună în departamentul Manche, Franța. În 1 ianuarie 2022 avea o populație de 494 de locuitori.